# Josep Padrós i Vidal
Josep Padrós i Vidal (Vic, 1889 – 1960) va ser músic, intèrpret de tenora, i compositor.
A l'edat de vuit anys entrà a l'escolania de la catedral de Vic, que en aquells moments regia mossèn Romeu, alhora que començava a estudiar música amb el director de l'Escola Municipal de Música Eusebi Bosch. Continuà en l'escolania fins a fer els divuit anys, cosa que li permeté aprendre harmonia amb mossèn Romeu. Tot seguit, el 1907, es traslladà a viure a Palamós, on va estudiar composició, clarinet i tenora amb el gran clarinetista empordanès Àngel Sastre.
Sota la direcció del mestre Llorenç March fundà l'Escolania de Palamós. També ingressà a la Cobla Empordanesa, on s'estigué fins que hagué d'anar a fer el soldat. Destinat al nord de l'Àfrica, interpretà l'oboè en la banda del regiment del Serrallo i, amb aquesta, tocà la tenora en la inauguració del teatre de Ceuta (possiblement la primera vegada que la tenora sonà en terres africanes). El 1914, ja llicenciat, es reincorporà a la Cobla Empordanesa, i hi romangué fins que el 1917 s'incorporà a la cobla La Principal de Palafrugell. L'any 1924 formà part de la junta directiva fundadora dels Amics de la Música de Palafrugell. L'any 1931 entrà a la Cobla Empòrium de Barcelona, on s'estigué uns quants anys i d'on en fou un dels elements més destacats tant en la interpretació en ballades a l'aire lliure com en concerts.
Com a compositor, Josep Padrós fou autor d'una cinquantena de sardanes, ballables i música religiosa per a petita orquestra.

## Obres
- L'enyorament, glossa per a cobla

### Sardanes
- A la meva cobla
- Alegre comiat (1949)
- Amoreta, obligada de tible
- Aplec de Núria (1955). Enregistrada al disc de 45 r.p.m. Sardanas. Cobla Barcelona Barcelona: Orpheo, 1957? (OPE-2005)
- Aquella..., obligada de tenora i fiscorn
- Balleu!
- Benaurança (1953)
- La campana de la son (1952)
- Camps de roselles
- Cançons
- Cant joliu i encisador (1949), lletra de Josep Padrós
- Cap i cua (1950)
- Casolana (1948)
- Cercavila (1956)
- Colla Alba
- Colla Nou Esclat (1958)
- Companyonia (1955)
- El crit dels Almogàvers
- Dansem cantant, lletra de Josep Padrós
- De bona llavor (1957)
- De l'Ebre al Pirineu (1942)
- En Jan petit (1954)
- Esgarrifança (1952)
- Espurnes (1947)
- Eulalienca (1947)
- Faceciosa
- Festa Major a Cistella (1959)
- Gentil Maria Antònia (1959)
- Gervasienca (1955), obligada de tenora
- Honorança (1956), a Antoni Carcellé. Enregistrada al disc de 17,5 cm. Cobla Barcelona. José Coll, tenora solista Barcelona: Belter,1958
- Infants i flors
- Levant de taula (1952)
- Lliure albir (1954)
- Marit i muller, obligada de tenora i fiscorn
- El meu comiat (1960), dedicada a Domènec Moner
- Moixanetes (1947)
- Muntanya amunt
- Oidà! (1947)
- Palafrugellenca (1953)
- Plegant tard (1949)
- La poarança (1949), lletra de Josep Padrós
- Prestigiosa
- Els primers nets (1955), lletra de Josep Padrós
- Proa al vent (1951)
- Rebrolls
- Recordant en Clavé (1951)
- Records de Santa Eulàlia
- Rememorant (1950)
- Retorn de Núria (1947)
- Tabola (1931)
- Torrons i neules (1956)
- Trencaclosques (1922), revessa
- Valentinenca (1960)
- Xerrameca, revessa
- Xerroteig de calàndries (1958), obligada de flabiol, dedicada a Pere Rigau Barretó